# La Chapelle-Moulière
La Chapelle-Moulière ist eine französische Gemeinde mit 730 Einwohnern (Stand: 1. Januar 2022) im Département Vienne in der Region Nouvelle-Aquitaine; sie gehört zum Arrondissement Poitiers und zum Kanton Chasseneuil-du-Poitou (bis 2015: Kanton Saint-Julien-l’Ars).

## Geographie
La Chapelle-Moulière liegt etwa 18 Kilometer nordöstlich von Poitiers. Die Vienne bildet die östliche Gemeindegrenze. Umgeben wird La Chapelle-Moulière von den Nachbargemeinden Bonneuil-Matours im Norden, Bellefonds im Osten, Bonnes im Südosten, Liniers im Süden, Montamisé im Westen und Südwesten sowie Saint-Georges-lès-Baillargeaux im Nordwesten.

## Bevölkerungsentwicklung
| Jahr                      | 1962 | 1968 | 1975 | 1982 | 1990 | 1999 | 2006 | 2012 |
| Einwohner                 | 412  | 357  | 354  | 408  | 425  | 513  | 594  | 656  |
| Quelle: Cassini und INSEE |      |      |      |      |      |      |      |      |

## Sehenswürdigkeiten
- Wald von Moulière, 50 Quadratkilometer zusammenhängendes Waldgebiet im Westen der Gemeinde